# Dionisij (Šumilin)
Dionisij (světským jménem: Pavel Sergejevič Šumilin; * 28. dubna 1979, Alexin) je ruský duchovní Ruské pravoslavné církve a biskup rossošský a ostrogožský.

## Život
Narodil se 28. dubna 1979 v Alexinu.
Roku 1996 dokončil Alexinskou střední školu č. 18. Stejného roku nastoupil na Tulskou státní technickou univerzitu. O dva roky později přestoupil na Moskevskou státní univerzitu inženýrské ekologie.
Roku 2002 se stal farníkem monastýru Danilov.
Roku 2003 dokončil studium s titulem inženýra chemické výroby. Od srpna 2003 do dubna 2004 pracoval jako inženýr technolog v institutu montážní technologie v Moskvě.
V dubnu 2004 byl přijat do monastýru Danilov v červnu 2005 se zde stal poslušnikem.
V březnu 2010 byl postřižen na rjasofora se jménem Anatolij na počest svatého Anatolije Optinského a v prosince 2011 na monacha se jménem Dionisij na počest svatého Dionisija Radoněžského.
Roku 2010 dokončil dálkové studium na Moskevském duchovním semináři.
Dne 19. července 2012 byl arcibiskupem sergijevo-posadským Feognostem (Guzikovem) rukopoložen na hierodiakona.
Roku 2017 dokončil studium na Moskevské duchovní akademii.
V červenci 2017 byl přijat do kléru moskevské eparchie s právem přejít do borisoglebské eparchie. Dne 1. září 2017 byl přijat do kléru borisoglebské eparchie. Dne 11. září 2017 byl biskupem borisoglebským a buturlinským Sergijem (Kopylovem) rukopoložen na jeromonacha s právem nosit nabedrenik.
Dne 13. října 2017 byl přijat do Serafimo-Sarovského monastýru ve vesnici Novomakarovo a začal zde sloužit jako ekonom.
Dne 9. června 2018 byl jmenován zástupcem představeného monastýru a blagočinným Archijerejského (od června 2020 Monastýrského) okruhu.
Dne 31. prosince 2019 se stal sekretářem eparchiální správy.
Dne 17. července 2020 byl Svatým synodem jmenován představeným Serafimo-Sarovského monastýru a 14. srpna byl v chrámu Carských mučedníků monastýru povýšen na igumena.
Dne 13. října 2022 jej Svatý synod zvolil biskupem rossošským a ostrogožským. Dne 16. října 2022 byl v chrámu Narození Krista ve městě Liski metropolitou voroněžským a liskijským Sergijem (Fominem) povýšen na archimandritu.
Dne 10. listopadu 2022 byl v chrámu Krista Spasitele v Moskvě oficiálně jmenován biskupem a 25. prosince proběhla v Chrám svatých Cyrila a Metoděje v Rostokinu (Moskva) jeho biskupská chirotonie. Světiteli byli patriarcha moskevský Kirill, metropolita voskresenský Dionisij (Porubaj), metropolita voroněžský a liskijský Sergij (Fomin), metropolita saranský a mordovský Zynovij (Korzynkin), arcibiskup jegorjevský Matfej (Kopylov), biskup borisoglebský a buturlinský Sergij (Kopylov) a biskup solněčnogorský Alexij (Polikarpov).
Dne 16. května 2023 byl osvobozen od funkce představeného Serafimo-Sarovského monastýru.